# Clube Bonjardim
O Clube Bonjardim é uma associação cultural privada sedeada em Cernache do Bonjardim. Foi fundado em 20 de Fevereiro de 1885.
No seu edifício sede encontra-se o Cine-teatro Taborda. Adjacente a este encontra-se um jardim, espaço recentemente renovado, no qual se podem realizar eventos culturais bem como diversas actividades desportivas, para além do parque infantil e das suas diversas zonas de descanso com bancos e mesas. Neste jardim existe igualmente um imponente e também centenário sobreiro, recentemente classificado devido à sua espécie rara bem com o seu elevado porte.
O Clube Bonjardim promove actividades culturais e desportivas durante todo ano, aproveitando as excelentes condições naturais da região, para além das várias secções como o Rancho Folclórico do Clube Bonjardim ou a Secção de Radio-modelismo do Clube Bonjardim, tendo esta última, concluído um dos objectivos principais, a criação de uma pista de automodelismo.

## Teatro Taborda
Encontra-se classificado como MIM - Monumento de Interesse Municipal, desde 2018.